# Matej Černič
Matej Černić (ur. 13 września 1978 roku w Gorycji) – włoski siatkarz pochodzenia słoweńskiego, reprezentant kraju, grający na pozycji przyjmującego.
Rodzicami Mateja są Klara i Igor Černič. W reprezentacji Włoch wystąpił 148 razy (stan na 2.07.2007 r.). Jest pierwszym w historii Włochem, który zdecydował się na grę w klubie rosyjskiej Superligi – Fakiele Nowy Urengoj. Dnia 24.05.2012 wziął ślub z Valerią Miano.

## Kariera
We włoskiej Serie A zadebiutował 28 września 1997 roku jako zawodnik Zinella Jeans Hatù Bolonia w meczu przeciwko Paggio Roma. Goście z Rzymu wygrali ten mecz 3:2. Pierwsze powołanie do juniorskiej kadry narodowej otrzymał w 1996 roku, podczas turnieju 4 narodów. W seniorskiej kadrze narodowej zadebiutował 9 maja 1998 roku w meczu przeciwko reprezentacji Polski. Polacy wygrali ten mecz 3:1.
Matej zdobył wraz z reprezentacją srebrny medal olimpijski, w 2004 roku w Atenach.
Matej jest dwukrotnym złotym medalistą Mistrzostw Europy z 2003 i 2005 roku, a także srebrnym medalistą Ligi Światowej z 2004 roku. Wraz z greckim Iraklisem Saloniki zdobył w 2005 roku Superpuchar Grecji, a w 2006 Puchar kraju. W 2007 roku wraz z rosyjskim Fakiełem Nowy Urengoj wywalczył Puchar CEV, gdzie został wybrany najbardziej wartościowym zawodnikiem (MVP). W sezonie 2007/2008 był zawodnikiem Dinama Moskwa. Z klubem z Moskwy zdobył złoty medal mistrzostw Rosji. W sezonie 2008/2009 występował w rodzimej lidze, w drużynie Stamplast Prisma Martina Franca. W sezonie 2009/2010 reprezentował barwy RPA LuigiBacchi.it Perugia, z którą zdobył Puchar Challenge. W finale Perugia pokonała 3:0 chorwacką drużynę HAOK Mladost Zagrzeb. Na zakończenie turnieju został wybrany najlepszym przyjmującym. 31 maja 2010 roku podpisał kontrakt z Asseco Resovią Rzeszów. W sezonie 2011/2012 zawodnik Tonno Callipo Vibo Valentia.
Po sezonie 2021/2022 zakończył sportową karierę.

Nie jestem Włochem w stu procentach. Mam słoweńskie korzenie i płynie we mnie słoweńska krew.

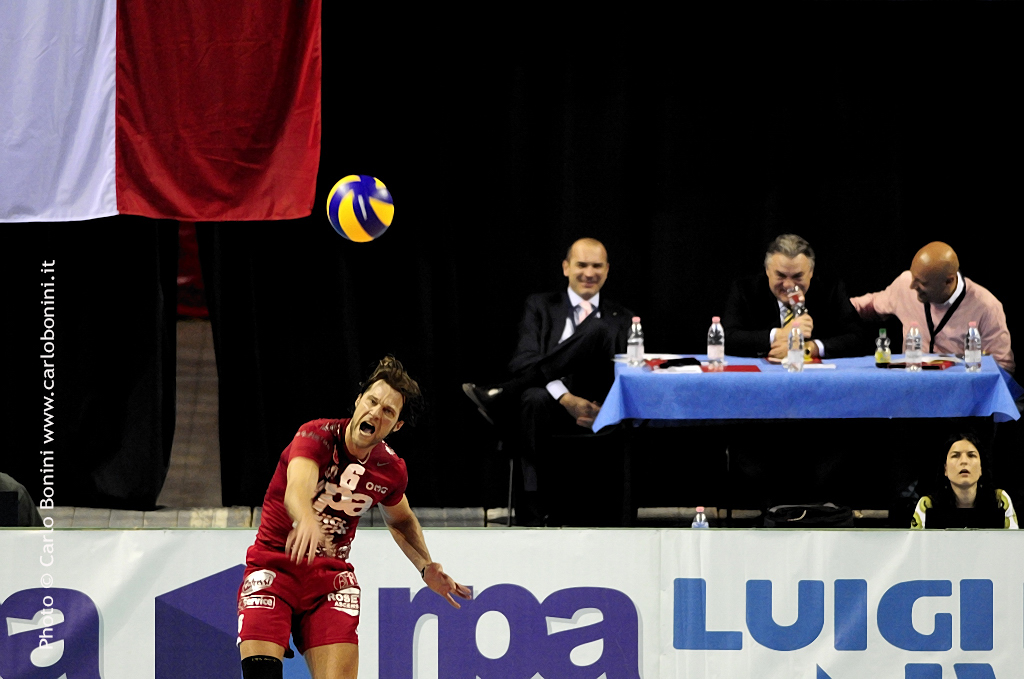
Matej Černić zawodnikiem RPA-LuigiBacchi.it Perugia podczas wykonywania zagrywki przeciwko drużynie SCC Berlin w półfinale Pucharu Challenge 2010

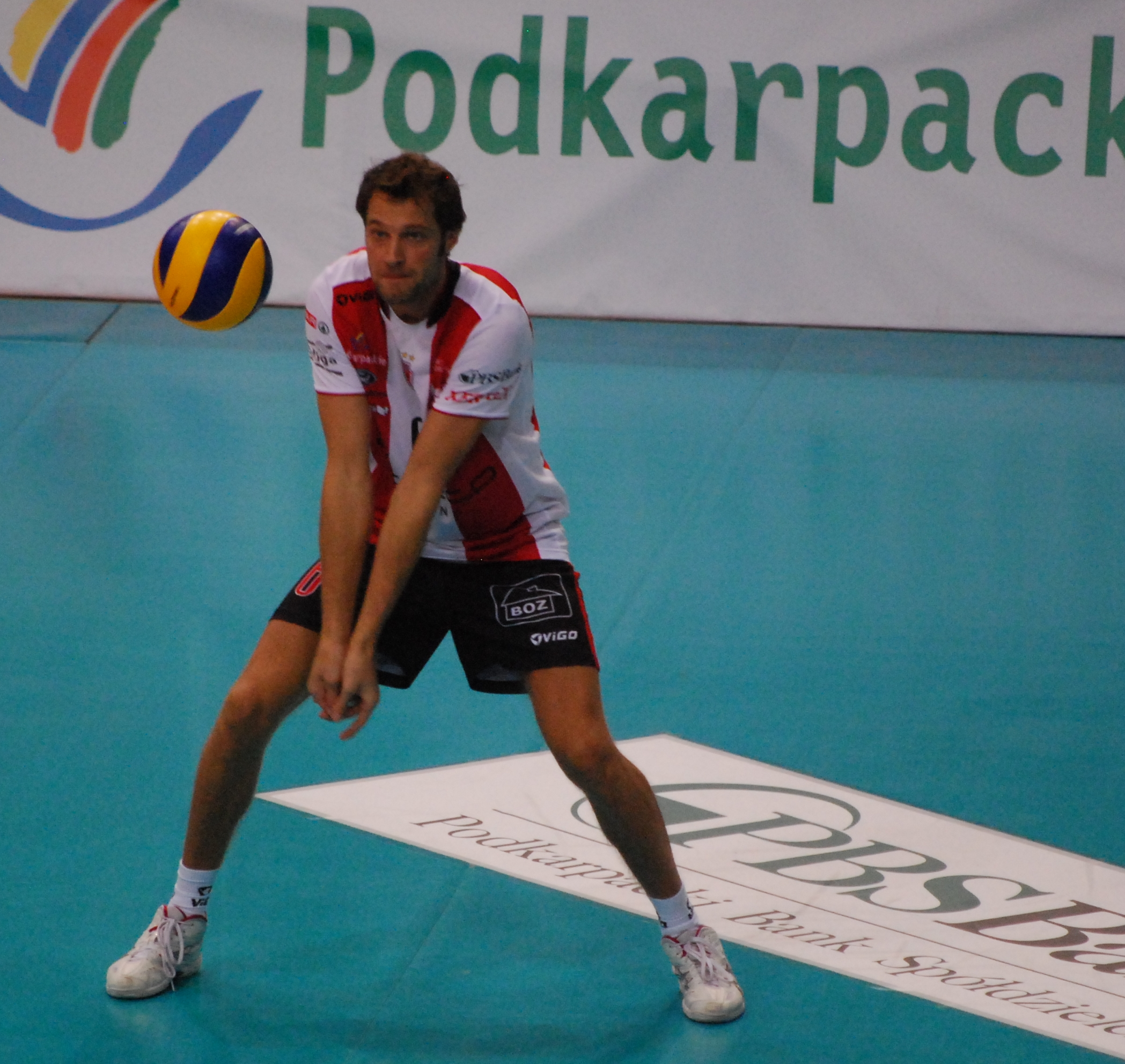
Matej Černić zawodnikiem Asseco Resovii Rzeszów

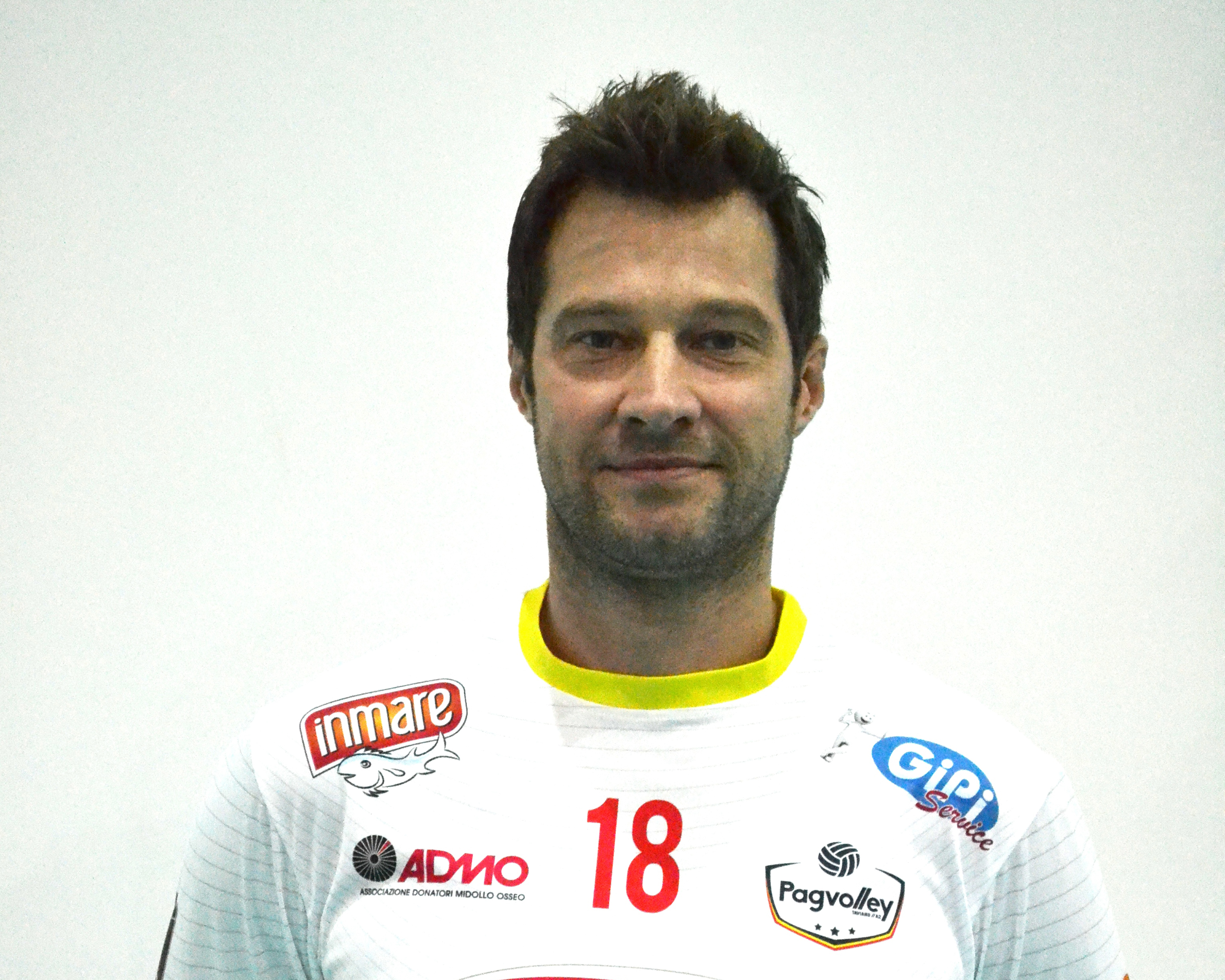
Matej Černić zawodnikiem Pag Taviano

## Kluby
| 1997–1998                 | Jeans Hatù Bolonia                      |
| 1998–2002                 | Yahoo! Italia Volley Ferrara            |
| 2002–2005                 | Kerakoll Modena                         |
| 2005–2006                 | Iraklis Saloniki                        |
| 2006–2007                 | Fakieł Nowy Urengoj                     |
| 2007–2008                 | Dinamo Moskwa                           |
| 2008–2009                 | Stamplast Prisma Martina Franca         |
| 2009–2010                 | RPA-LuigiBacchi.it Perugia              |
| 2010–2011                 | Asseco Resovia Rzeszów                  |
| 2011–2012                 | Tonno Callipo Vibo Valentia             |
| 2012–2013                 | Fenerbahçe Stambuł                      |
| 2013–2014 (od 07.11.2013) | Caffè Aiello Corigliano                 |
| 2014–2015                 | Domar Matera                            |
| 2015–2017                 | Aurispa Alessano                        |
| 2017–2018                 | Maury's Italiana Assicurazioni Tuscania |
| 2018–2019                 | Pag Taviano                             |
| 2019–2020                 | M2G Group Bari                          |
| 2020–2022                 | Volley Club Grottaglie                  |

## Sukcesy klubowe
Liga Mistrzów:
- 2003, 2006

Liga włoska:
- 2003

Puchar CEV:
- 2004

Superpuchar Grecji:
- 2005

Puchar Grecji:
- 2006

Liga grecka:
- 2006

Puchar Top Teams:
- 2007

Puchar Rosji:
- 2007

Liga rosyjska:
- 2008

Puchar Challenge:
- 2010

Liga polska:
- 2011

Superpuchar Turcji:
- 2012

## Sukcesy reprezentacyjne
Igrzyska Śródziemnomorskie:
- 2001

Liga Światowa:
- 2001, 2004
- 2003

Mistrzostwa Europy:
- 2003, 2005

Puchar Świata:
- 2003

Igrzyska Olimpijskie:
- 2004

Puchar Wielkich Mistrzów:
- 2005

Memoriał Huberta Jerzego Wagnera:
- 2009

## Nagrody indywidualne
- 2007: MVP i najlepszy zagrywający turnieju finałowego Pucharu Top Teams
- 2009: Najlepszy przyjmujący Memoriału Huberta Jerzego Wagnera
- 2010: Najlepszy przyjmujący turnieju finałowego Pucharu Challenge